# エディ・アーキャロ
ジョージ・エドワード・アーキャロ（George Edward Arcaro、1916年2月19日 - 1997年11月4日）、通称 エディ・アーキャロ（Eddie Arcaro）はアメリカ合衆国オハイオ州シンシナティ出身の元騎手。アメリカ競馬殿堂入りを果たしている。

## 経歴
父はタクシー運転手で、父の同僚達から「バナナ鼻（Banana Nose）」という愛称で呼ばれていた。1932年にメキシコ合衆国ティフアナのアグアカリエンテで騎手として初勝利を挙げた。1938年にロウリン（Lawrin）でアメリカ三冠競走のひとつであるケンタッキーダービー初勝利を上げるが、ケンタッキーダービー通算5勝はビル・ハータックと並ぶ騎手最多勝記録であり、同じく三冠競走のプリークネスステークスとベルモントステークスではいずれも6勝している。このうち1941年のワーラウェイ（Whirlaway）、1948年のサイテーション（Citation）は三冠馬になっており、三冠馬2頭に騎乗し三冠競走を勝利した唯一の騎手でもある。三冠競走以外にも、ジョッキークラブゴールドカップ10勝、ウッドメモリアルステークス9勝、サバーバンハンデキャップ8勝などの金字塔を打ち立てた。さらには国際競走であったワシントンDCインターナショナル（1954年）や、カナダの競走であるクイーンズプレート（1953年）にも優勝した。1953年にはジョージ・ウルフ記念騎手賞を受賞、1958年にはアメリカ競馬殿堂入りを果たし、騎手の労働組合であるジョッキーズギルドでも代表になり精力的に活動したが、滑液胞炎を患い1962年に引退した。通算成績は24,092戦4,779勝、獲得賞金は30,039,543ドルであった。また現役晩年の頃に来日し、競馬場で騎乗振りを披露した事もある。
騎手引退後は競馬中継のテレビ解説者やラスベガスのゴールデンナゲットカジノの広報官などを務めた。晩年はフロリダ州マイアミで過ごし、1997年に死去した。

## 主な騎乗馬
- ワーラウェイ
- サイテーション
- ケルソ
- ナシュア
- ボールドルーラー
- ソードダンサー
- ハクチカラ